# مضاد أورام بلاتيني
الأدوية المضادة للأورام البلاتينية هي أدوية كيميائية تُستخدم لعلاج السرطان. مكوناتها النشطة هي معقدات تناسقية من البلاتين. تُستخدم هذه الأدوية لعلاج ما يقرب من نصف الأشخاص الذين يتلقون العلاج الكيميائي للسرطان. في هذا النوع من العلاج الكيميائي، تشمل الأدوية الشائعة الاستخدام سيسبلاتين وأوكساليبلاتين وكاربوبلاتين، ولكن اقترح العديد منها أو لا تزال قيد التطوير. يبدو أن إضافة أدوية العلاج الكيميائي البلاتينية إلى العلاج الكيميائي الإشعاعي للنساء المصابات بسرطان عنق الرحم في مراحله المبكرة يُحسّن فرص النجاة ويُقلل من خطر تكرار المرض.
في المجمل، يمكن أن تُسبب هذه الأدوية مزيجًا من أكثر من 40 تأثيرًا جانبيًا محددًا، بما في ذلك السمية العصبية، والتي تتجلى في اعتلالات الأعصاب المحيطية، بما في ذلك اعتلال الأعصاب المتعدد.

## طريقة عمل الأدوية
تُسبب الأدوية المضادة للأورام البلاتينية تشابكًا [الإنجليزية] في الحمض النووي الصبغي (DNA) على شكل روابط أحادية، أو روابط بين الخيوط، أو روابط داخل الخيوط، أو روابط بين بروتينات الحمض النووي، وهذا كما ظهر في دؤاسات أجريت على السيسبلاتين، وربما على أدوية أخرى أيضًا. غالبًا ما تؤثر هذه الأدوية على الموضع N-7 المجاور للغوانين، مُشكلةً رابطًا بين الخيوط 1 و2. يُثبط التشابك الناتج إصلاح الحمض النووي و/أو تخليق الحمض النووي [الإنجليزية]. تؤدي هذه الآلية إلى أنماط تلف محددة في الحمض النووي، والتي قد تقتل الخلايا السرطانية، ولكنها قد تزيد أيضًا من خطر تطور الأورام الثانوية.
تُوصف الأدوية البلاتينية المضادة للأورام أحيانًا بأنها "شبيهة بالألكلة" نظرًا لتأثيراتها المشابهة للأدوية المؤلكلة المضادة للأورام، على الرغم من أنها لا تحتوي على مجموعة ألكيل.

## الأمثلة
عادةً ما تتضمن استراتيجيات تحسين الأدوية المضادة للسرطان القائمة على البلاتين تغييرات في ربيطات المتفرج [الإنجليزية] المحايدة، أو تغييرات في طبيعة الأنيونات (الهاليدات مقابل الكاربوكسيلات المختلفة)، أو تغييرات في حالة أكسدة المعدن (بلاتين (II) مقابل بلاتين (IV)). وقد اكتشفت تقانة النانو لتوصيل البلاتين بكفاءة أكبر في حالة الليبوبلاتين [الإنجليزية]، الذي يُحقن في مواقع الأورام مما يقلل من احتمالية السمية.
كان السيسبلاتين أول دواء طُوّر.[9] يتميز السيسبلاتين بفعالية خاصة ضد سرطان الخصية؛ حيث تحسن معدل الشفاء من 10% إلى 85%. وبالمثل، أدت إضافة السيسبلاتين إلى العلاج الكيميائي المساند إلى زيادة ملحوظة في معدلات البقاء على قيد الحياة دون مرض لمرضى الورم الأرومي النخاعي - مرة أخرى، وصلت إلى حوالي 85%. وقد طُوّر هذا التطبيق للسيسبلاتين من قِبل طبيب أورام الأطفال روجر باكر في أوائل الثمانينيات.

الأدوية المضادة للأورام البلاتينية مقرة الاستخدام
سيسبلاتين
كاربوبلاتين
أوكساليبلاتين
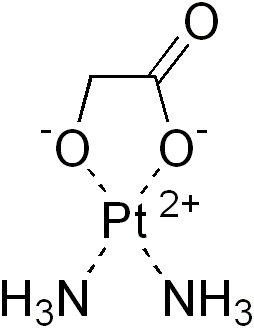
نيدابلاتين
لوبابلاتين، مقر في الصين
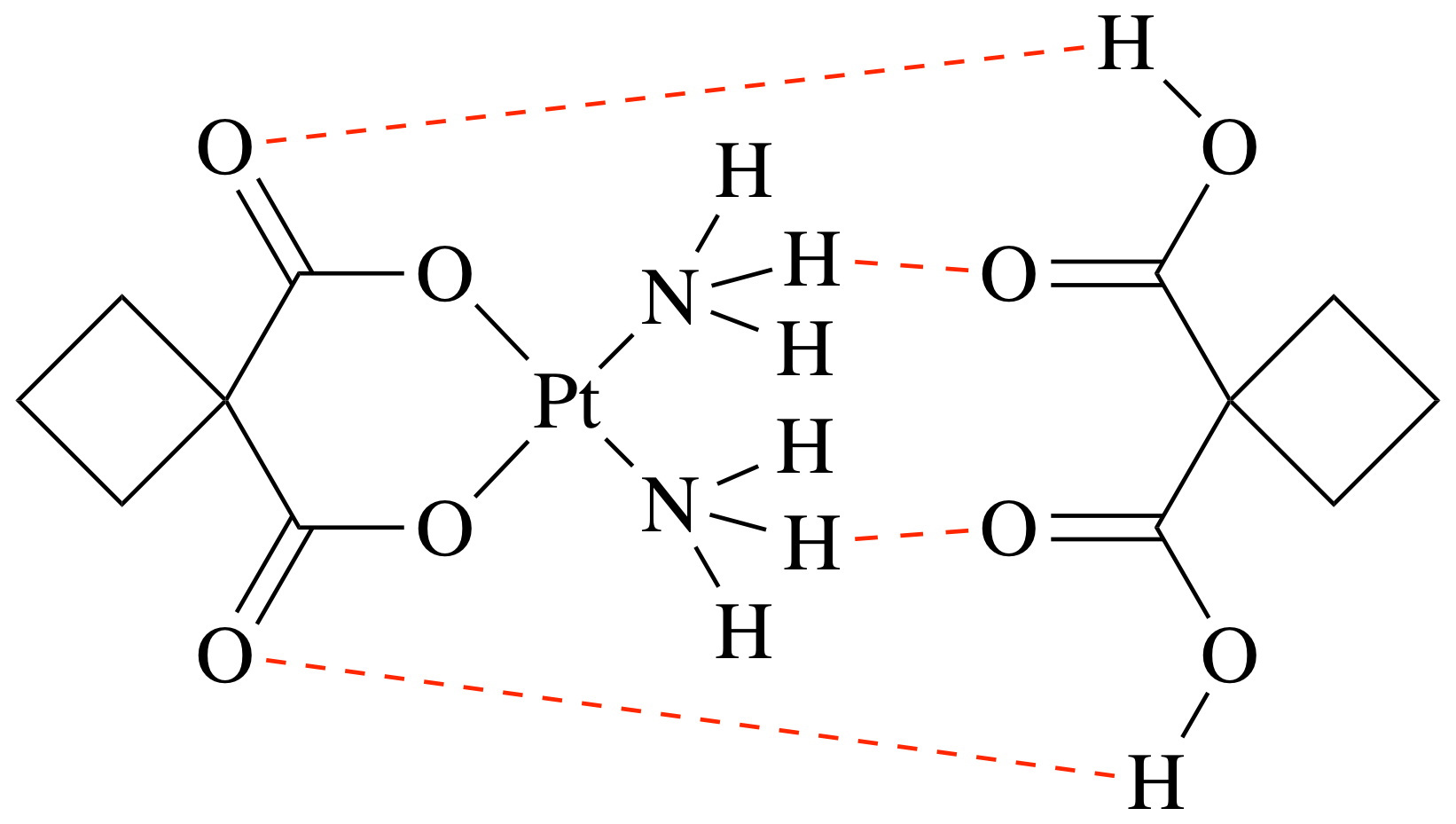
ديسايكلوبلاتين، مقر في الصين

الأدوية المضادة للأورام البلاتينية تحت التجارب
تريبلاتين رباعي النترات
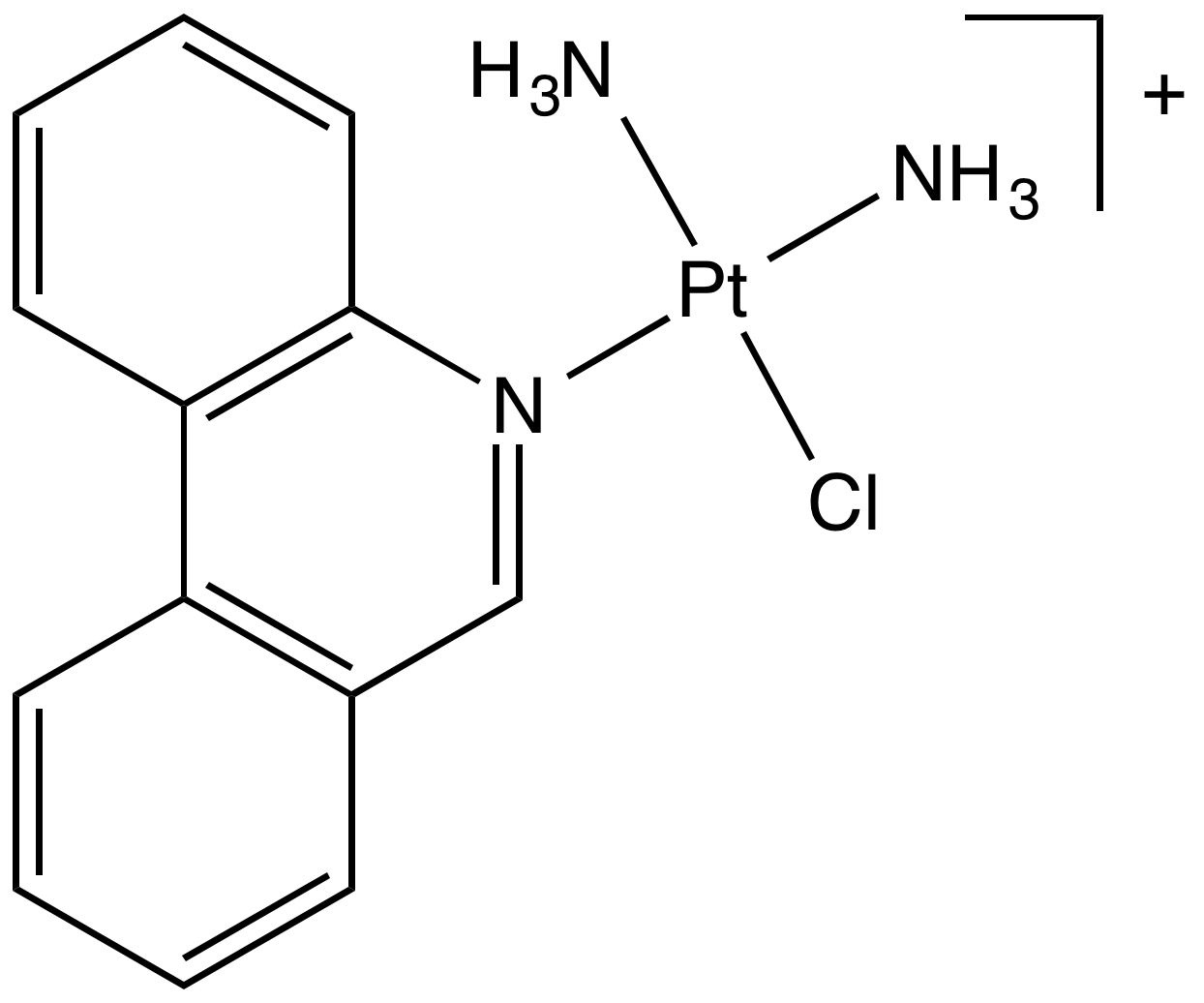
فينانثريبلاتين، دواء مقترح جديد مضاد للسرطان.
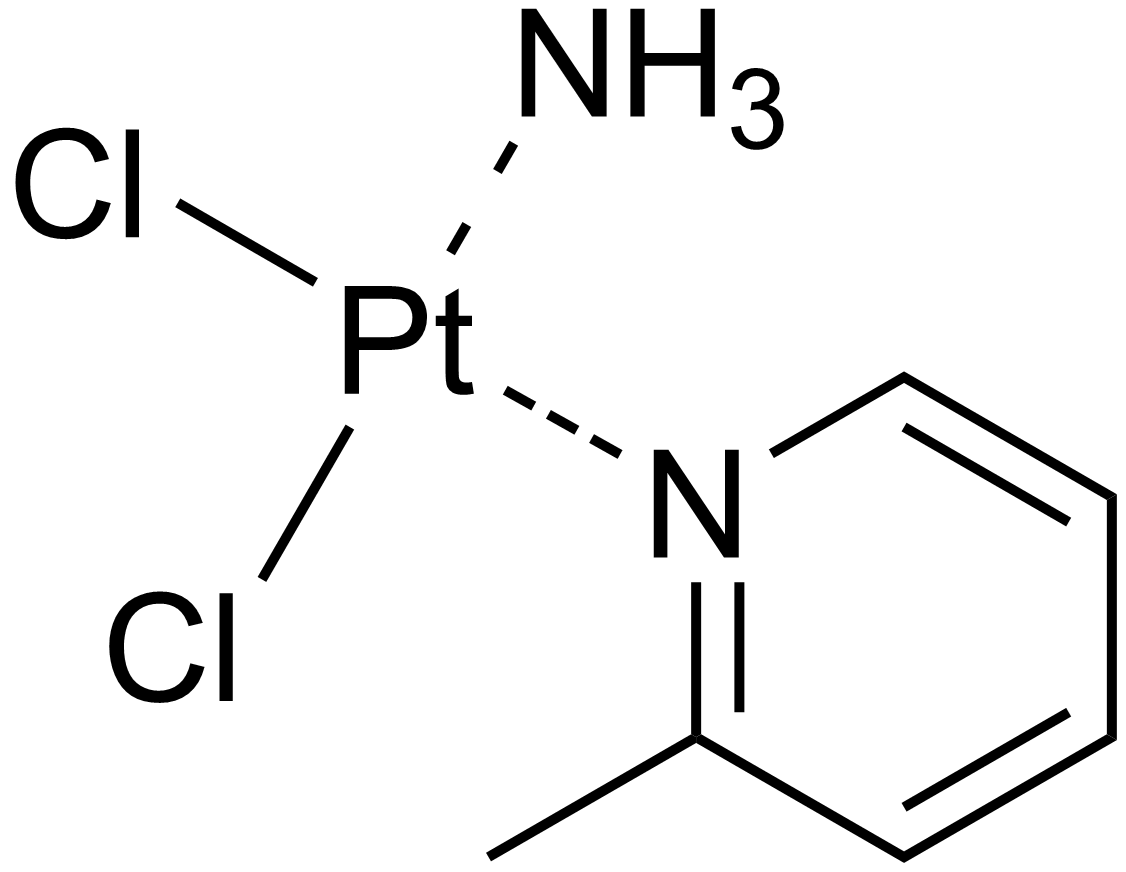
بيكوبلاتين، بقي في الدراسات والتجارب
ساترابلاتين

أخرى: بايريبلاتين